# Парретт (Вірджинія)
Парретт (англ. Parrott) — переписна місцевість (CDP) в США, в окрузі Пуласкі штату Вірджинія. Населення — 358 осіб (2020).

## Географія
Парретт розташований за координатами 37°12′56″ пн. ш. 80°37′43″ зх. д. / 37.21556° пн. ш. 80.62861° зх. д. (37.215624, -80.628590).  За даними Бюро перепису населення США в 2010 році переписна місцевість мала площу 9,65 км², з яких 8,57 км² — суходіл та 1,08 км² — водойми.

## Демографія
Згідно з переписом 2010 року, у переписній місцевості мешкало 435 осіб у 194 домогосподарствах у складі 131 родини. Густота населення становила 45 осіб/км².  Було 228 помешкань (24/км²).
Расовий склад населення:
| - 98,2 % — білих - 0,9 % — чорних або афроамериканців - 0,7 % — азіатів |

До двох чи більше рас належало 0,2 %. Частка іспаномовних становила 0,0 % від усіх жителів.
За віковим діапазоном населення розподілялося таким чином: 17,7 % — особи молодші 18 років, 66,0 % — особи у віці 18—64 років, 16,3 % — особи у віці 65 років та старші. Медіана віку мешканця становила 45,2 року. На 100 осіб жіночої статі у переписній місцевості припадало 92,5 чоловіків;  на 100 жінок у віці від 18 років та старших — 90,4 чоловіків також старших 18 років.
Середній дохід на одне домашнє господарство  становив 16 686 доларів США (медіана — 14 405), а середній дохід на одну сім'ю — 17 709 доларів (медіана — 14 345). За межею бідності перебувало 68,8 % осіб, у тому числі 78,8 % дітей у віці до 18 років та 30,5 % осіб у віці 65 років та старших.
Цивільне працевлаштоване населення становило 111 осіб. Основні галузі зайнятості: роздрібна торгівля — 51,4 %, освіта, охорона здоров'я та соціальна допомога — 30,6 %, мистецтво, розваги та відпочинок — 18,0 %.